# 須永麻美
須永 麻美（すなが あさみ、1999年4月19日 - ）は、日本の女子バスケットボール選手である。ポジションはセンター。Wリーグの姫路イーグレッツ所属。

## 来歴
栃木県出身。
作新学院高校でウィンターカップベスト16を経験し、江戸川大に進学。
卒業後は、Wリーグに新規参入する姫路イーグレッツに加入。